# 膝盖中箭
“我曾经是像你一样的冒险家。然后我的膝盖中了一箭……” ，或者简称为“膝盖中箭” ，是一个网络梗，起源于由贝塞斯达游戏工作室开发并由贝塞斯达软件发行的角色扮演游戏《上古卷轴 V：天际》。最初是由贝塞斯高级游戏设计师埃米尔·帕利阿鲁洛（Emil Pagliarulo）构思出的由算法生成的守卫NPC的对话之一。这句话出人意料地在《天际》玩家中十分流行。此后，该短语及其变体（例如“膝盖中箭”）开始在与游戏不相关的媒体中流行。

## 起源
因为在许多电子游戏中扮演守卫的NPC只会对玩家发出无意义的咕噜声，或者传达有关指示，所以贝塞斯达游戏工作室的高层在《上古卷轴 5：天际》的开发后期希望游戏中的守卫NPC能有丰富的个性。 玩家可能在游戏主线开始时就造访了与游戏的起点相邻的雪漫城（游戏中的城市）并与该城的守卫互动。据首席游戏开发者托德·霍华德 (Todd Howard)称，埃米尔·帕利亚鲁洛 (Emil Pagliarulo) 写了让守卫能够向玩家角色反馈互动并强调玩家作为“天际省最后的龙裔（Dovahkiin）”的重要性的对话。霍华德之所以选择帕利阿鲁洛负责这项任务，是因为他善于创作令人难忘的小笑话。
帕利阿鲁洛写了一些闲置对话，包括NPC守卫夸奖、评论玩家角色，或者回忆起自己的生活。其中一句台词，守卫会告诉玩家角色：“我曾经是像你一样的冒险家，直到我的膝盖中了一箭。” 帕利阿鲁洛想用这种对话为守卫们赋予“风格和个性”，而这个“疲惫的半退休的幻想巡警”的概念对他来说是一个“搞笑的机会”，而且听起来真实可信。

## 传播
在2011年11月11日《上古卷轴V:天际》全球发布后，该短语意外地变得非常流行。觉得它好笑的玩家经常在论坛留言板和博客中留言，要么作为一句口头禅，或者以“我过去曾经做过X，但后来我膝盖中了一箭”的样式。玩家对该短语以及变体的大量使用和修改让该短语以病毒式传播。到了2012年2月，Kotaku的Stephen Totilo将这个短语描述为“2011年的大型视频游戏笑话”，以及《天际》中最经典的台词。
该短语作为一个梗而声名远扬，催生了大量粉丝制作的作品，如T恤、 纹身，甚至未经授权的同人游戏。它还在与《上古卷轴》系列无关的模组以及媒体作品中被使用。它还作为笑料出现在笑本部2012年发布的单曲《Sorry for Party Rocking》的音乐视频中。它也在2012年5月播出的美国警匪剧《重返犯罪现场》第九季第22集《Playing with Fire》中用来当成笑话。2013年的游戏《孤岛危机3》等游戏通过其中一个成就参考了这个梗。
这句话曾被误解为婚姻的俚语。

## 回应
有人在一些如“Know Your Meme”等都市猎期故事网站里称这个短语是受到帕特里克·罗斯福斯的《风的名字》一书的启发，但帕利阿鲁洛否认了这一说法。到了2012年7月，贝塞斯达推出了一个膝盖被一箭射中的角色的游戏皮肤来回应这个流行的梗。在GamesRadar发布的关于这个梗起源的回顾中，兰伯特指出，由贝塞斯达创作的游戏都经常有梗，因为游戏的庞大以及游戏创新的玩法让这些梗在玩家中变得流行。在兰伯特看来，这个梗的爆红是因为守卫的口音和惆怅神态的“完美结合”。这个短语在《天际》首发十年后仍然流行。
并非所有人都积极看待这个梗。例如有些人对这个梗的普及和流行感到恼火。来自红牛的乔恩·帕特里奇认为这句短语是有史以来最糟糕的游戏台词之一，证明了游戏剧本的“荒谬”。